# Alex Ibacache
Alex Matías Ibacache Mora (Quillota, Chile, 11 de enero de 1999) es un futbolista chileno que se desempeña como lateral izquierdo. Actualmente juega en Everton  de la Primera División de Chile cedido por Belgrano de Córdoba de la Primera División de Argentina  .

## Selección nacional

### Selecciones menores
Fue seleccionado chileno Sub-20 en el Campeonato Sudamericano de Fútbol Sub-20 de 2019 disputado en Chile con el técnico Héctor Robles. Su selección fue eliminada en la primera fase del campeonato tras la derrota contra Colombia en el Estadio El Teniente de Rancagua. Participó en 3 partidos.
Fue seleccionado chileno Sub-23 en el Preolímpico Sub-23 de 2020 disputado en Colombia, con el técnico Bernardo Redín. Su selección fue eliminada en la primera fase del campeonato. Participó en 1 partido.

#### Participaciones en Sudamericanos
| Torneo                      | Sede  | Resultado    | Partidos | Goles |
| --------------------------- | ----- | ------------ | -------- | ----- |
| Sudamericano Sub-20 de 2019 | Chile | Primera fase | 3        | 0     |

#### Participaciones en Preolímpicos
| Torneo                     | Sede     | Resultado    | Partidos | Goles |
| -------------------------- | -------- | ------------ | -------- | ----- |
| Preolímpico Sub-23 de 2020 | Colombia | Primera fase | 1        | 0     |

### Selección absoluta
El 30 de mayo de 2022, fue convocado por el director técnico Eduardo Berizzo a la Selección adulta de Chile, para afrontar el partido amistoso ante Selección de Corea del Sur y la Copa Kirin a llevarse a cabo en junio de 2022. Realizó su debut absoluto contra los surcoreanos el 6 de junio de 2022, arrancando como titular y siendo expulsado por doble amonestación a los 52'.

#### Partidos internacionales
Actualizado hasta el 6 de junio de 2022.
| Partidos internacionales | Partidos internacionales | Partidos internacionales                               | Partidos internacionales | Partidos internacionales | Partidos internacionales | Partidos internacionales | Partidos internacionales | Partidos internacionales | Partidos internacionales |
| N.º                      | Fecha                    | Estadio                                                | Local                    | Resultado                | Visitante                | Goles                    | Asistencias              | DT                       | Competición              |
| ------------------------ | ------------------------ | ------------------------------------------------------ | ------------------------ | ------------------------ | ------------------------ | ------------------------ | ------------------------ | ------------------------ | ------------------------ |
| 1                        | 6 de junio de 2022       | Estadio Mundialista de Daejeon, Daejeon, Corea del Sur | Corea del Sur            | 2-0                      | Chile                    |                          |                          | Eduardo Berizzo          | Amistoso                 |
| 2                        | 14 de junio de 2022      | Estadio Panasonic Suita, Suita, Japón                  | Chile                    | 0-0 1-3 p                | Ghana                    |                          |                          | Eduardo Berizzo          | Copa Kirin 2022          |
| Total                    | Total                    | Total                                                  | Presencias               | 2                        | Goles                    | 0                        |                          |                          |                          |

| Selección chilena | Selección chilena | Selección chilena |
| Año               | Partidos          | Goles             |
| ----------------- | ----------------- | ----------------- |
| 2022              | 2                 | 0                 |
| Total             | 2                 | 0                 |

## Estadísticas

### Clubes
| Club                  | Div.          | Temporada     | Liga  | Liga  | Copas nacionales | Copas nacionales | Torneos internacionales | Torneos internacionales | Total | Total |
| Club                  | Div.          | Temporada     | Part. | Goles | Part.            | Goles            | Part.                   | Goles                   | Part. | Goles |
| --------------------- | ------------- | ------------- | ----- | ----- | ---------------- | ---------------- | ----------------------- | ----------------------- | ----- | ----- |
| Everton · Chile       | 1.ª           | 2018          | 8     | 0     | 2                | 0                | —                       | —                       | 10    | 0     |
| Everton · Chile       | 1.ª           | 2019          | 12    | 0     | 1                | 0                | —                       | —                       | 13    | 0     |
| Cobreloa · Chile      | 2.ª           | 2019          | 4     | 1     | —                | —                | —                       | —                       | 4     | 1     |
| Total club            | Total club    | Total club    | 4     | 1     | 0                | 0                | 0                       | 0                       | 4     | 1     |
| Curicó Unido · Chile  | 1.ª           | 2020          | 23    | 1     | —                | —                | —                       | —                       | 23    | 1     |
| Total club            | Total club    | Total club    | 23    | 1     | 0                | 0                | 0                       | 0                       | 23    | 1     |
| Everton · Chile       | 1.ª           | 2021          | 21    | 0     | 7                | 0                | —                       | —                       | 28    | 0     |
| Everton · Chile       | 1.ª           | 2022          | 19    | 0     | —                | —                | 8                       | 0                       | 27    | 0     |
| San Lorenzo Argentina | 1.ª           | 2023          | 0     | 0     | —                | —                | —                       | —                       | 0     | 0     |
| Total club            | Total club    | Total club    | 0     | 0     | 0                | 0                | 0                       | 0                       | 0     | 0     |
| Belgrano Argentina    | 1.ª           | 2023          | 15    | 0     | 13               | 0                | —                       | —                       | 28    | 0     |
| Belgrano Argentina    | 1.ª           | 2024          | 0     | 0     | 9                | 0                | 0                       | 0                       | 9     | 0     |
| Belgrano Argentina    | Total club    | Total club    | 15    | 0     | 22               | 0                | 0                       | 0                       | 37    | 0     |
| Everton · Chile       | 1.ª           | 2024          | 10    | 1     | 0                | 0                | —                       | —                       | 10    | 1     |
| Total club            | Total club    | Total club    | 70    | 1     | 10               | 0                | 8                       | 0                       | 88    | 1     |
| Total carrera         | Total carrera | Total carrera | 112   | 3     | 32               | 0                | 8                       | 0                       | 152   | 3     |
| 1. 2. 3.              |               |               |       |       |                  |                  |                         |                         |       |       |

### Selecciones
| Selección      | Temporada     | Amistosos | Amistosos | Sudamérica | Sudamérica | Mundial | Mundial | Total | Total |
| Selección      | Temporada     | Part.     | Goles     | Part.      | Goles      | Part.   | Goles   | Part. | Goles |
| -------------- | ------------- | --------- | --------- | ---------- | ---------- | ------- | ------- | ----- | ----- |
| Sub-20 · Chile | 2019          | —         | —         | 3          | 0          | —       | —       | 3     | 0     |
| Sub-20 · Chile | Total         | 0         | 0         | 3          | 0          | 0       | 0       | 3     | 0     |
| Sub-22 · Chile | 2020          | 2         | 0         | —          | —          | —       | —       | 0     | 0     |
| Sub-22 · Chile | Total         | 2         | 0         | 0          | 0          | 0       | 0       | 0     | 0     |
| Sub-23 · Chile | 2020          | —         | —         | 1          | 0          | —       | —       | 1     | 0     |
| Sub-23 · Chile | Total         | 0         | 0         | 1          | 0          | 0       | 0       | 1     | 0     |
| Adulta · Chile | 2022          | 2         | 0         | —          | —          | —       | —       | 2     | 0     |
| Adulta · Chile | Total         | 2         | 0         | 0          | 0          | 0       | 0       | 2     | 0     |
| Total carrera  | Total carrera | 4         | 0         | 4          | 0          | 0       | 0       | 10    | 0     |
| 1. 2.          |               |           |           |            |            |         |         |       |       |